# Hiperploskev
Hiperploskev je v geometriji posplošitev pojma hiperravnine. Predpostavimo, da ima obdajajoča mnogoterost {\displaystyle M\,} razsežnost {\displaystyle n\,}. V tem primeru je vsaka podmnogoterost mnogoterosti {\displaystyle M\,} z razsežnostjo {\displaystyle n-1\,} hiperpploskev. To pomeni tudi, da je korazsežnost hiperpploskve enaka 1.
V algebrski geometriji je hiperploskev v projektivnem prostoru razsežnosti {\displaystyle n\,}, je algebrska množica, ki ima razsežnost {\displaystyle n-1\,}.

## Zgled[1]
Zgled za hiperploskev je hipersfera, ki jo določa enačba:
{\displaystyle x_{1}^{2}+\dots +x_{n}^{2}=1\!\,.}